# Provincia di Matera
La provincia di Matera è una provincia italiana della Basilicata di 188 594 abitanti. Fu istituita nel 1927.

## Geografia fisica
Affacciata ad est sul golfo di Taranto, confina a nord con la Puglia (la città metropolitana di Bari e la provincia di Taranto), ad ovest con la provincia di Potenza, a sud con la Calabria (provincia di Cosenza). La provincia di Matera ha un'exclave, Serra del Ponte (frazione del comune di Tricarico), situata all'interno della provincia di Potenza.
Geograficamente è divisa in due tipologie, una pianeggiante (Metapontino) ed una collinare (Collina materana).

### Costa jonica lucana
La prima, che si affaccia sulla costa jonica lucana, ha un clima mediterraneo con inverni miti ed estati secche e calde, la piovosità è molto bassa (intorno ai 500 mm annui).

### Collina materana
La zona collinare ha un clima più freddo in inverno con escursioni termiche notevoli e man mano che aumenta l'altitudine aumenta anche la piovosità. Spesso in inverno, dai 400 m s.l.m. in su ci sono fitte nevicate.

### Riserve naturali
Fanno parte del territorio provinciale tre riserve naturali regionali (la riserva regionale San Giuliano, il bosco Pantano di Policoro, oasi del WWF, e la riserva naturale speciale dei Calanchi di Montalbano Jonico), il parco naturale di Gallipoli Cognato - Piccole Dolomiti Lucane, il parco archeologico storico naturale delle chiese rupestri del Materano, detto anche parco della Murgia Materana, ed infine una piccola porzione del parco nazionale del Pollino.

## Comuni
| Stemma | Comune             | Popolazione (novembre 2024) | Superficie (km²) | Altitudine |
| ------ | ------------------ | --------------------------- | ---------------- | ---------- |
|        | Accettura          | 1570                        | 90,37            | 770        |
|        | Aliano             | 838                         | 98,41            | 555        |
|        | Bernalda           | 11915                       | 126,19           | 127        |
|        | Calciano           | 649                         | 49,69            | 425        |
|        | Cirigliano         | 274                         | 14,9             | 656        |
|        | Colobraro          | 1041                        | 66,61            | 630        |
|        | Craco              | 589                         | 77,04            | 391        |
|        | Ferrandina         | 7918                        | 218,11           | 497        |
|        | Garaguso           | 911                         | 38,61            | 492        |
|        | Gorgoglione        | 840                         | 34,93            | 800        |
|        | Grassano           | 4577                        | 41,63            | 559        |
|        | Grottole           | 1949                        | 117,15           | 481        |
|        | Irsina             | 4365                        | 263,47           | 548        |
|        | Matera             | 59573                       | 392,09           | 401        |
|        | Miglionico         | 2367                        | 88,84            | 461        |
|        | Montalbano Jonico  | 6545                        | 136              | 292        |
|        | Montescaglioso     | 9223                        | 175,80           | 365        |
|        | Nova Siri          | 6863                        | 52,75            | 355        |
|        | Oliveto Lucano     | 348                         | 31,19            | 546        |
|        | Pisticci           | 16727                       | 233,67           | 389        |
|        | Policoro           | 17752                       | 67,66            | 25         |
|        | Pomarico           | 3723                        | 129,67           | 458        |
|        | Rotondella         | 2345                        | 76,72            | 576        |
|        | Salandra           | 2454                        | 77,44            | 598        |
|        | San Giorgio Lucano | 1001                        | 39,26            | 416        |
|        | San Mauro Forte    | 1205                        | 87,06            | 540        |
|        | Scanzano Jonico    | 7509                        | 72,18            | 21         |
|        | Stigliano          | 3445                        | 211,15           | 909        |
|        | Tricarico          | 4674                        | 178,16           | 698        |
|        | Tursi              | 4724                        | 159,93           | 243        |
|        | Valsinni           | 1305                        | 32,22            | 250        |

## Infrastrutture e trasporti

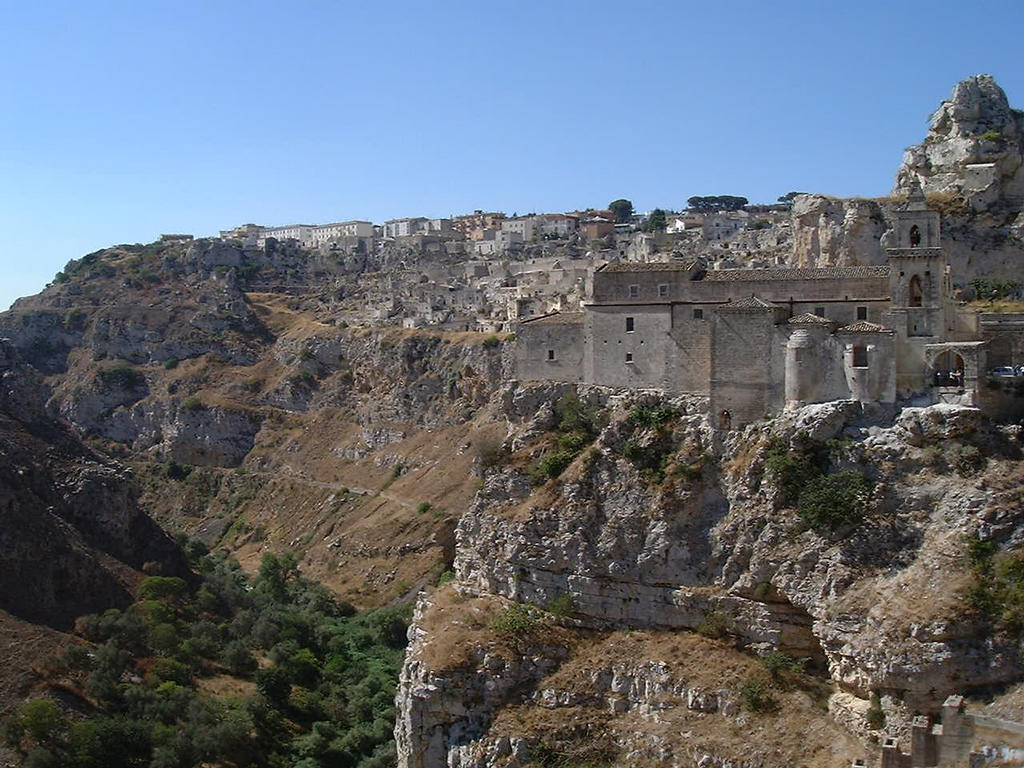
Vista da piazza San Pietro Caveoso - Matera

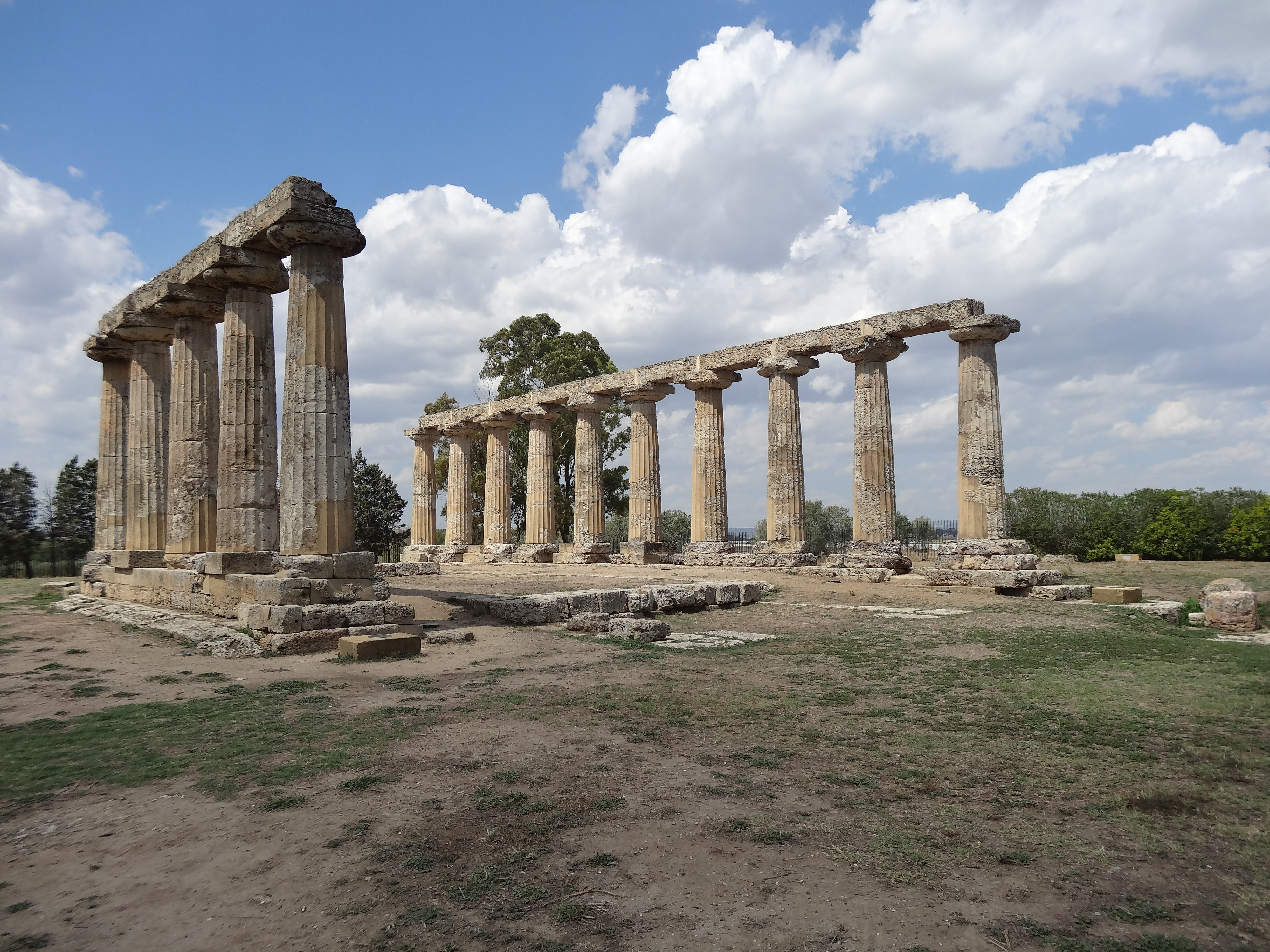
Tavole Palatine - Metaponto

### Strade
- Strada statale 7 Via Appia dir (Matera-Ferrandina)
- Strada statale 103 di Val d'Agri
- Strada statale 106 Jonica
- Strada statale 175 della Valle del Bradano
- Strada statale 176 della Valle del Basento
- Strada statale 277 di Calle
- Strada statale 380 dei Tre Confini
- Strada statale 407 Basentana
- Strada statale 598 di Fondo Valle d'Agri

### Ferrovie
Sono due le compagnie che gestiscono la rete ferroviaria nella provincia: RFI e le Ferrovie Appulo Lucane.
Le reti ferroviarie di RFI sono:
- Battipaglia-Potenza-Metaponto (elettrificata e a binario semplice)
- Ferrovia Jonica (a binario semplice ed elettrificata fino a Sibari).

Fatto di rilievo è che non è presente una stazione gestita da RFI nel capoluogo della provincia.
Le linee ferroviarie delle Ferrovie Appulo Lucane sono:
- Altamura-Avigliano Lucania-Potenza
- Ferrovia Bari-Matera-Montalbano Jonico

Nel 1986 iniziarono i lavori per collegare la città alla rete ferroviaria nazionale presso la stazione di Ferrandina, ma non sono mai stati ultimati e la linea Matera-Ferrandina è rimasta un'incompiuta. A tutt'oggi la città risulta essere, insieme con Nuoro, Andria, Fermo e Urbino, l'unico capoluogo di provincia a non essere servito dalle Ferrovie dello Stato.

### Porti
Nel territorio sono presenti il porto turistico di Pisticci e il porto turistico di Policoro.

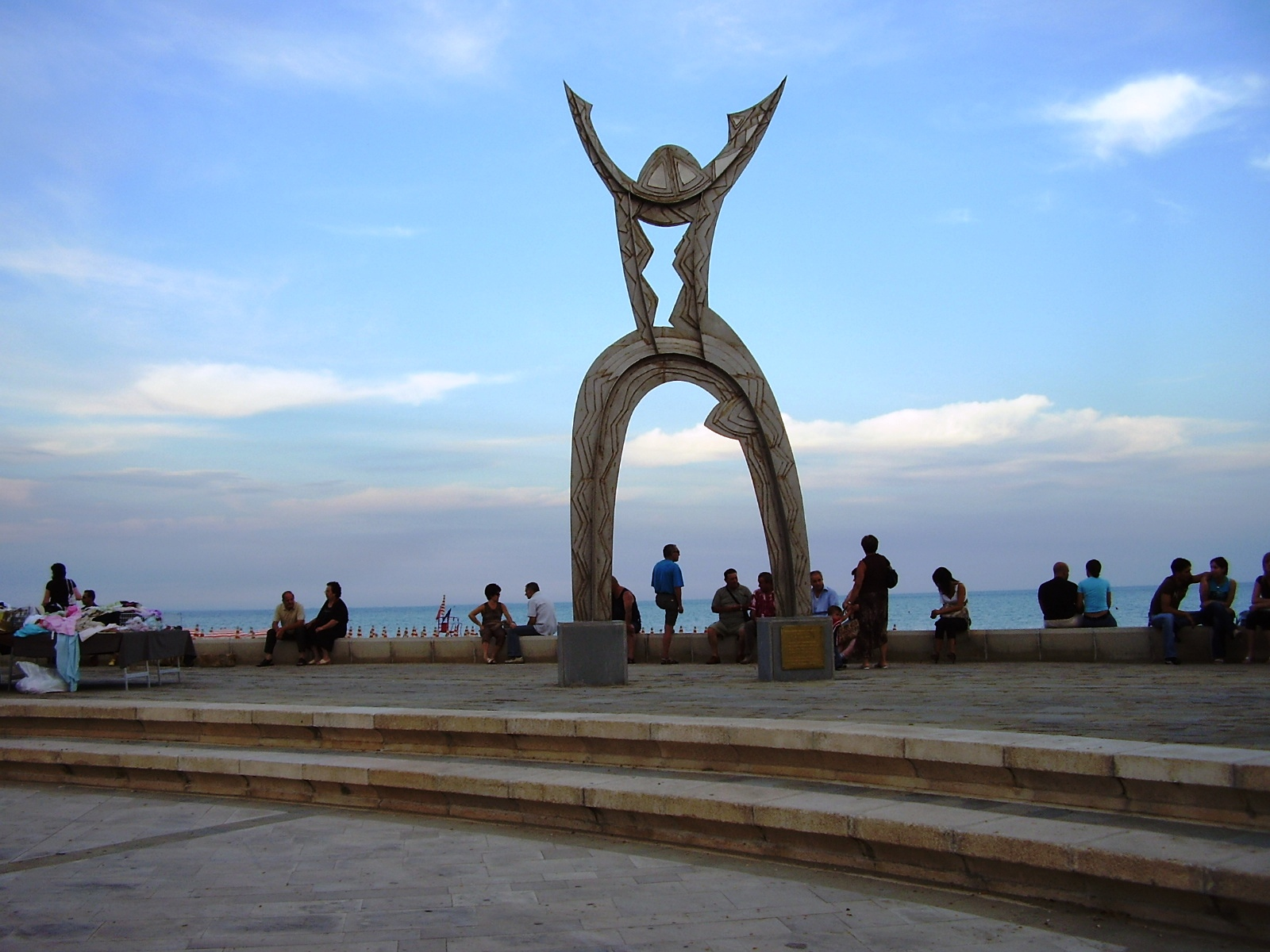
Scultura di Alessidamo sul lungomare di Metaponto

### Aviosuperfici
Nel comune di Pisticci si trova l'aviosuperficie Enrico Mattei.

## Economia
Il Metapontino è il cuore agricolo della provincia con un'agricoltura intensiva di tipo industriale, ma anche una buona presenza di piccole e medie industrie. È inoltre una zona a forte vocazione turistica con notevoli presenze nel periodo estivo sulle spiagge della costa jonica.
Nella collina materana invece l'agricoltura è caratterizzata soprattutto da produzioni cerealicole, uliveti e vigneti. Gli insediamenti industriali più importanti si trovano nella valle del Basento e nel territorio di Matera, facente parte del Distretto del salotto. La città di Matera negli ultimi anni ha avuto un notevole incremento del turismo, influenzato dall'inserimento dei Sassi nel Patrimonio dell'umanità e dalla nomina a capitale europea della cultura per il 2019.

## Amministrazione

Gonfalone provinciale

Il territorio della provincia di Matera comprende due exclave: il primo, presso Brindisi Montagna, è la frazione Serra del Ponte del comune di Tricarico, ed è totalmente circondato dalla provincia di Potenza; il secondo è la contrada Iesce del comune di Matera, circondata dalla città metropolitana di Bari.

### Elenco dei presidenti
| Periodo           | Periodo         | Presidente                | Partito         | Carica     | Note          |
| ----------------- | --------------- | ------------------------- | --------------- | ---------- | ------------- |
| 2 settembre 1985  | 29 maggio 1990  | Francesco Lisanti         | DC              | Presidente | Elezione 1985 |
| 7 agosto 1990     | 24 aprile 1995  | Rocco Grieco              | DC              | Presidente | Elezione 1990 |
| 24 aprile 1995    | 14 giugno 1999  | Angelo Gabriele Tataranno | PDS             | Presidente | Elezione 1995 |
| 14 giugno 1999    | 3 aprile 2004   | Giovanni Carelli          | PPI             | Presidente | Elezione 1999 |
| 14 giugno 2004    | 8 giugno 2009   | Carmine Nigro             | UDEUR           | Presidente | Elezione 2004 |
| 8 giugno 2009     | 28 ottobre 2014 | Francesco Stella          | Centro-sinistra | Presidente | Elezione 2009 |
| 28 ottobre 2014   | 31 ottobre 2018 | Francesco De Giacomo      | PD              | Presidente | [ 6 ]         |
| 31 ottobre 2018   | 6 agosto 2024   | Piero Marrese             | PD              | Presidente | [ 6 ]         |
| 30 settembre 2024 | in carica       | Francesco Mancini         | PD              | Presidente | [ 6 ]         |